# Orden (teoría de grupos)
En teoría de grupos, una de las ramas de las matemáticas, el término orden se utiliza en dos sentidos estrechamente relacionados:
- El orden de un grupo es su cardinalidad, es decir, el número de elementos que tiene.
- El orden, a veces período, de un elemento a de un grupo es el entero positivo m más pequeño tal que am = e (donde e denota el elemento identidad, también llamado neutro, del grupo, y am denota el producto de m copias de a). Si no existe tal m, se dice que a tiene un orden infinito.[1]

Denotamos el orden de un grupo G por ord(G) o {\displaystyle |G|} y el de un elemento {\displaystyle a\in G} por ord(a) o {\displaystyle |a|}. Se puede notar que el orden de un elemento (en el segundo sentido expuesto) coincide con el orden del subgrupo generado por dicho elemento (en el primer sentido).

## Orden y estructura
Si el orden del grupo G es 1, entonces el grupo se denomina grupo trivial. Dado un elemento a, ord(a) = 1 si y solo si a es la identidad. Si un elemento de G tiene orden 2 entonces es igual a su inverso. Si todos los elementos del grupo tienen orden 2 el grupo resulta abeliano dado que:
ab = (bb)ab(aa)
     = b(ba)(ba)a
     = ba
Si G es un grupo y a es un elemento del mismo, se denota {\displaystyle \langle a\rangle =\{a^{k}:k\in \mathbb {Z} \}} el subgrupo generado por a. Entonces el orden del elemento a es igual al orden del subgrupo {\displaystyle \langle a\rangle }.
En el caso de que {\displaystyle \operatorname {ord} (a)=n\in \mathbb {N} } es finito, el subgrupo {\displaystyle \langle a\rangle } nos queda isomorfo a {\displaystyle \mathbb {Z} _{n}}. Cuando el orden de a es infinito, obtenemos que {\displaystyle \langle a\rangle } es isomorfo a {\displaystyle \mathbb {Z} }.
Todos los elementos de un grupo finito tienen un orden finito. Es más, por el teorema de Lagrange se sabe que el orden de cualquier elemento divide al orden del grupo.

## Ejemplos
Sea el grupo G = {1,-1,i,-i}, con la operación multiplicación de complejos. Entonces se pueden obtener los siguientes órdenes:
- El orden del grupo completo es 4, ya que el grupo está formado por cuatro elementos. O sea, ord (G) = 4.
- El orden del elemento 1 es 1, o sea, ord (1) = 1.
- El orden del elemento -1 es 2, o sea, ord (-1)= 2, puesto que (-1)·(-1)=1.
- El orden del elemento i es 4, o sea, ord (i) = 4, puesto que  = i·i·i·i = (-1)·i·i = (-1)·(-1) = 1.
- El orden del elemento -i es 4, o sea, ord (-i)= 4, puesto que (-i)·(-i)·(-i)·(-i) = (-1)·(-1)·(-1)·(-1)·i·i·i·i = 1·1·i·i·i·i = 1.

Sea   {\displaystyle G=\mathbb {Z} _{n}}   el grupo formado por las clases de equivalencia módulo n, donde la operación del grupo es la suma. Entonces el orden de cualquier elemento k ≠ 0 es n/d, donde d es el máximo común divisor entre n y k.

## Proposiciones
- Corolario 1. Si G es un grupo finito y x está en G, entonces o(x) | o(G).

- Corolario 2. Si H es un grupo finito y  x es elemento de H, implica xo(H) = x.

- Proposición de Euler. Si m es un entero positivo y b es primo con m, entonces bφ(m)  ≡ 1mód m.[2]

## Citas
1. ↑   Álgebra moderna (1970) Herstein, I.N. Editorial Trillas, México, D.F. pág.51
2. ↑   Ibídem